# Zdzisław Szczucki
Zdzisław Szczucki (ur. 23 stycznia 1926 w Stanisławowie, zm. 20 czerwca 1970 w Warszawie) – pułkownik pilot Sił Zbrojnych Polskiej Rzeczypospolitej Ludowej, oficer Lotnictwa Operacyjnego, zastępca dowódcy do spraw liniowych 7 Brygady Lotnictwa Bombowego (1965-1970).

## Życiorys
W 1932 rozpoczął naukę w szkole podstawowej, a po jej ukończeniu podjął dalszą naukę w gimnazjum. Po wybuchu II Wojny Światowej i wkroczeniu do Stanisławowa okupacyjnych wojsk Armii Czerwonej kontynuował naukę w tzw. dziesięciolatce, którą ukończył w czerwcu 1944 roku. Następnie pracował w charakterze robotnika w fabryce mebli. 28 lipca 1944 do Stanisławowa po raz kolejny wkroczyła Armia Czerwona. 26 sierpnia Szczucki wstąpił ochotniczo do ludowego Wojska Polskiego. Po przeszkoleniu unitarnym został skierowany na kurs specjalistyczny do 2 Samodzielnego Pułku Samochodowego. Po ukończeniu kursu odkomenderowany do pułku pancernego w Modlinie, gdzie awansował do stopnia sierżanta. Koniec wojny spowodował, że pułk nie był wysłany na front lecz skierowany do miejsca dyslokacji w Chełmna. W 1948 na własną prośbę skierowany do Oficerskiej Szkoły Lotniczej w Dęblinie. Ukończył kurs pilotażu w grupie pilotów bombowych z czwartą lokatą, otrzymując stopień podporucznika i nagrodę Ministra Obrony Narodowej. Po ukończeniu szkoły został skierowany do 7 Brygady Lotnictwa Bombowego. W 1965 został awansowany do stopnia pułkownika i powołany na stanowisko zastępcy dowódcy do spraw liniowych 7 Brygady Lotnictwa Bombowego w Powidzu. Brygada ta została w 1968 roku przeformowana na 7 Brygadę Lotnictwa Rozpoznawczo-Bombowego. W 1970 został skierowany na leczenie do Wojskowego Medycyny Lotniczej, gdzie zmarł przedwcześnie w wieku 44 lat. 
Na samolotach bomowych osiągnął nalot 3000 godzin. Pochowany w Alei Zasłużonych na Cmentarzu na Junikowie w Poznaniu (AZ-P-57). 

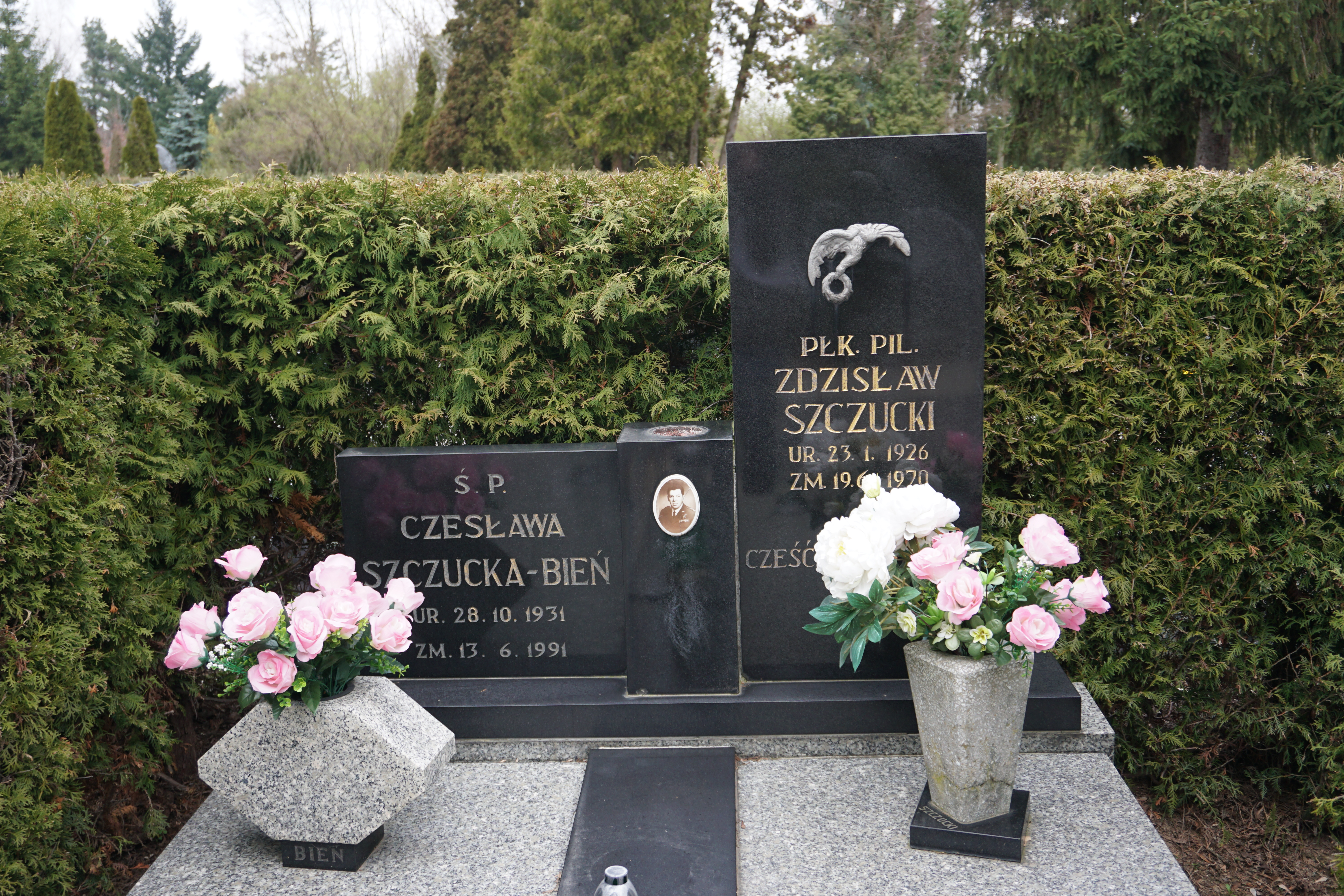
grób płka Zdzisława Szczuckiego na Cmentarzu Junikowskim

## Odznaczenia
- Złoty Krzyż Zasługi
- Srebrny Krzyż Zasługi
- Srebrny Medal „Siły Zbrojne w Służbie Ojczyzny”
- inne medale

## Źródła
- Zenon Matysiak, W szeregu lotniczych pokoleń. Dzieje podchorążych XXII promocji Oficerskiej Szkoły Lotniczej w Dęblinie 1948-1950, Zespół Wydawniczy Wojsk Lotniczych i Obrony Powietrznej, Poznań 1998, str. 176-177